# Kanton Chambord
Der Kanton Chambord ist seit 2015 ein französischer Wahlkreis in den Arrondissements Blois und Romorantin-Lanthenay im Département Loir-et-Cher und in der Region Centre-Val de Loire.

## Gemeinden
Der Kanton besteht aus 23 Gemeinden mit insgesamt 25.678 Einwohnern (Stand: 1. Januar 2022) auf einer Gesamtfläche von 659,26 km²:
| Gemeinde              | Einwohner 1. Januar 2022 | Fläche km² | Dichte Einw./km² | Code INSEE | Postleitzahl | Arrondissement       |
| --------------------- | ------------------------ | ---------- | ---------------- | ---------- | ------------ | -------------------- |
| Bauzy                 | 271                      | 24,70      | 11               | 41013      | 41250        | Blois                |
| Bracieux              | 1.341                    | 2,95       | 455              | 41025      | 41250        | Blois                |
| Chambord              | 99                       | 54,38      | 2                | 41034      | 41250        | Blois                |
| Courmemin             | 498                      | 24,17      | 21               | 41068      | 41230        | Romorantin-Lanthenay |
| Crouy-sur-Cosson      | 521                      | 28,37      | 18               | 41071      | 41220        | Blois                |
| Dhuizon               | 1.200                    | 43,34      | 28               | 41074      | 41220        | Romorantin-Lanthenay |
| Fontaines-en-Sologne  | 659                      | 46,25      | 14               | 41086      | 41250        | Blois                |
| Huisseau-sur-Cosson   | 2.293                    | 22,79      | 101              | 41104      | 41350        | Blois                |
| La Ferté-Beauharnais  | 582                      | 2,42       | 240              | 41083      | 41210        | Romorantin-Lanthenay |
| La Ferté-Saint-Cyr    | 1.078                    | 57,93      | 19               | 41085      | 41220        | Blois                |
| La Marolle-en-Sologne | 365                      | 25,24      | 14               | 41127      | 41210        | Romorantin-Lanthenay |
| Maslives              | 661                      | 7,35       | 90               | 41129      | 41250        | Blois                |
| Montlivault           | 1.307                    | 10,73      | 122              | 41148      | 41350        | Blois                |
| Mont-près-Chambord    | 3.360                    | 28,51      | 118              | 41150      | 41250        | Blois                |
| Montrieux-en-Sologne  | 636                      | 34,11      | 19               | 41152      | 41210        | Romorantin-Lanthenay |
| Neung-sur-Beuvron     | 1.263                    | 63,00      | 20               | 41159      | 41210        | Romorantin-Lanthenay |
| Neuvy                 | 316                      | 31,28      | 10               | 41160      | 41250        | Blois                |
| Saint-Claude-de-Diray | 1.772                    | 9,17       | 193              | 41204      | 41350        | Blois                |
| Saint-Dyé-sur-Loire   | 1.155                    | 5,51       | 210              | 41207      | 41500        | Blois                |
| Saint-Laurent-Nouan   | 4.249                    | 60,98      | 70               | 41220      | 41220        | Blois                |
| Thoury                | 425                      | 15,76      | 27               | 41260      | 41220        | Blois                |
| Tour-en-Sologne       | 1.133                    | 26,34      | 43               | 41262      | 41250        | Blois                |
| Villeny               | 494                      | 33,98      | 15               | 41285      | 41220        | Romorantin-Lanthenay |
| Kanton Chambord       | 25.678                   | 659,26     | 39               | 4105       | –            | –                    |